# Nikolaj Andrejevič Vnukov
Nikolaj Andrejevič Vnukov (rusky Николай Андреевич Внyков) (8. listopadu 1925, Zarajsk, Moskevská gubernie – 16. července 2011) byl ruský a sovětský spisovatel především knih pro děti a mládež.

## Život
Od čtyř let žil u svého strýce, který sloužil jako druhý inženýr na carské jachtě Polární hvězda a byl za to po revoluci dokonce několik let vězněn. Strýc svému synovci vyprávěl hodně historek o svých cestách do Anglie, Dánska a Norska.
Vnukov se aktivně zúčastnil Velké vlastenecké války. Roku 1942 byl odveden do Rudé armády, došel s ní až do Berlína, pak byl převelen na Dálný východ a konec války jej zastihl v Mandžusku. Obdržel Řád Vlastenecké války (Орден Отечественной войны) a medaili Za vítězství nad Německem ve Velké Vlastenecké válce 1941–1945 (За победу над Германией в Великой Отечественной войне 1941–1945 гг). Po válce absolvoval kurzy pro výchovu hornických mistrů v Magadanu a roku 1959 vystudoval střední radiotechnickou školu v Leningradě. Pracoval jako kartograf, geolog a hydroakustik.
Literárně činný byl od roku 1958, kdy jeho práce začaly vycházet v různých dětských časopisech jako například Костёр (Oheň) a Искорка (Jiskřička). Působil v redakci novin Кабардинская правда (Kabardská pravda) a mnoho let vedl sdružení mladých spisovatelů Дружба (Družba) při vydavatelství Детская литература (Dětská literatura). Ke konci života žil v Petrohradě. Byl členem Svazu sovětských spisovatelů. Je autorem dobrodružných, životopisných a vědeckofantastických románů a povídek pro děti a mládež s různou tematikou (cestování, druhá světová válka, indiáni a další).

## Dílo
- Фотография Архимеда (1968, Archimedova fotografie), dva sci-fi příběhy: Энтомоптер a Фотография Архимеда.
- Тот, кто называл себя О. Генри (1969, Ten, který si říkal O. Henry), životopisný román o americkém spisovateli O. Henrym.
- На чужих крыльях (1971, Na cizích křídlech).
- Динамис мобилис: Рассказы и повести (1972).
- Слушайте песню перьев (1974,? Poslouchejte píseň peří), životopisný román polské revolucionářky Stanislawy Supłatowiczové, která uprchla ze sibiřského vyhnanství do Kanady, kde se provdala za indiánského náčelníka.
- Розовая Гвиана (1976), povídky.
- Путешествие не кончается (1977, Cesta nekončí), sci-fi.
- Сверре зовет на помощь (1978, Sverre volá o pomoc), dobrodružný příběh s prvky sci-fi. Norská loď Sverre volá o pomoc, protože její námořníci záhadně jeden po druhém umírají. Hledání příčin nás zavede až k tajné nacistické chemické zbrani.
- Паруса над волнами (1979, Plachty nad vodami).
- Дружба (1981, Přátelství).
- Огненное кольцо (1981, Ohnivé kolo).
- Москва за нами (1985, Moskva za námi), příběh z druhé světové války.
- Один (1985, Sám), příběh chlapce, který se náhodou ocitl na malém ostrově v Tichém oceánu a během čekání na záchranu prokázal výjimečnou odvahu a vynalézavost.
- Военные корабли (1986, Válečné lodě)
- Наша восемнадцатая осень (1987, Náš osmnáctý podzim).
- Великие путешественники (2000, Velcí cestovatelé), encyklopedie.

## Česká vydání
- Sverre volá o pomoc, Albatros, Praha 1987, přeložil Libor Dvořák